# قائمة الطوابع البريدية المصرية
هذة قائمة للطوابع البريدية المصرية، وتشمل الطوابع البريدية التي صدرت في مصر خلال الفترة الزمنية من عام 1866م وحتي الآن. تضم المجموعة أنواعاً مختلفة من الطوابع مثل طوابع البريد العادي أو البريد الحكومي أو البريد الجوي أو الطوابع التذكارية و التي تغطي عدداً كبيراً من الأحداث الهامة في تاريخ مصر و العالم العربي.

## لمحة تاريخية
عرفت مصر الطوابع البريدية منذ القرن التاسع عشر، حيث صدر أول طابع بريد مصري في يناير عام 1866، والذي طُبع في مدينة جنوة الإيطالية بموجب مرسوم من الخديوي إسماعيل بعد أن زار أوروبا وأدرك أهمية استخدام الطوابع البريدية لتوثيق الأحداث التاريخية الهامة. تألفت أول مجموعة من طوابع البريد المصرية من سبع طوابع مصنوعة من القطن أو الكتان، ومزينة بنقوش عثمانية، وأصبحت طوابع البريد المصرية تُطبع في مطبعة أبناسونب الحجرية بمدينة الإسكندرية في مصر اعتبارًا من عام 1867، ثم تولت المطبعة الأميرية في بولاق طباعة المجموعة الثالثة من الطوابع البريدية المصرية عام 1872، ثم صدرت أول مجموعة من طوابع البريد الحكومية في مصر حوالي عام 1893، وفي عام 1925 أصدر الملك فؤاد الأول أول طابع تذكاري في تاريخ مصر.

## قائمة الطوابع البريدية المصرية

### في الفترة (1866-1922)
| تاريخ الصدور   | الصورة | الفئة | ملاحظات |
| -------------- | ------ | ----- | ------- |
| 12 نوفمبر 1910 |        |       |         |
| 1914           |        |       |         |

### طوابع المملكة المصرية (1922-1953)
| تاريخ الصدور        | الصورة | الفئة     | ملاحظات                               |
| ------------------- | ------ | --------- | ------------------------------------- |
| 1929                |        | 20 مليما  |                                       |
| 1930                |        | 500 مليم  |                                       |
| 22 مارس (آذار) 1945 |        | 22 مليمًا  | صدر بمناسبة تأسيس جامعة الدول العربية |
| 1952                |        | 10 مليمات |                                       |

### طوابع الجمهورية العربية المتحدة (1958-1961)
| تاريخ الصدور | الصورة | الفئة    | ملاحظات |
| ------------ | ------ | -------- | ------- |
| 1959         |        | 60 مليمًا |         |

## قائمة الطوابع التذكارية المصرية
| #  | تاريخ الإصدار | الصورة | القيمة   | الكمية المطبوعة | النوع  |
| -- | ------------- | ------ | -------- | --------------- | ------ |
| 1  | 1926          |        | 50 قروش  | 1500            | تذكاري |
| 2  | 1931          |        | 7 مليم   | 302000          | تذكاري |
| 3  | 1931          |        | 10 مليم  | 402000          | تذكاري |
| 4  | 1931          |        | 15 مليم  | 302000          | تذكاري |
| 5  | 1931          |        | 50 مليم  | 22050           | تذكاري |
| 6  | 1931          |        | 100 مليم | 22050           | تذكاري |
| 7  | 1933          |        | 5 مليم   | 202000          | تذكاري |
| 8  | 1933          |        | 13 مليم  | 52000           | تذكاري |
| 9  | 1934          |        | 5 مليم   | 500057          | تذكاري |
| 10 | 1934          |        | 10 مليم  | 601966          | تذكاري |
| 11 | 1934          |        | 13 مليم  | 500057          | تذكاري |
| 12 | 1934          |        | 15 مليم  | 401976          | تذكاري |
| 13 | 1934          |        | 20 مليم  | 601976          | تذكاري |
| 14 | 1936          |        | 13 مليم  | 102000          | تذكاري |
| 15 | 1936          |        | 15 مليم  | 202000          | تذكاري |
| 16 | 1936          |        | 20 مليم  | 102000          | تذكاري |
| 17 | 1936          |        | 5 مليم   | 560000          | تذكاري |
| 18 | 1936          |        | 15 مليم  | 320000          | تذكاري |
| 19 | 1936          |        | 20 مليم  | 240000          | تذكاري |

## وصلات خارجية
- مقدمة إلى فيليتلي في مصر.
- مملكة مصر 1922-1953.
- مملكة مصر 1922-1953 - معرض هواة الطوابع - عرض على الإنترنت.
- دائرة دراسة مصر.
- بوستا أوروبيا والأختام الإلهية في مصر.
- مصر في طوابع البريد.